# نهر تشوان
نهر تشوان هو نهر أسود يتكون من اندماج نهري بلاكووتر في فيرجينيا ونوتواي بالقرب من خط الولاية بين فرجينيا ونورث كارولينا. وفقًا لـهيئة المسح الجيولوجي الأمريكية فإن الاسم المتغير هو نهر تشوان.
يتدفق لمسافة 50 ميلاً تقريبًا (80 كيلومتر) قبل أن ينتهي في ألبيمرال ساوند على ساحل ولاية كارولينا الشمالية يستنزف النهر حوالي 4,800 ميل مربع (12,000 كـم2)   من الأرض في ولاية كارولينا الشمالية وفيرجينيا. يتدفق نهر تشوان عبر أراضي المستنقعات في الغالب مع أرض مرتفعة من حين لآخر ويستمر إلى ما يقرب من ميلين (3 km) عند افتتاحه على ألبيمرال ساوند. يوفر النهر صيدًا ممتازًا لسمك السلور وباس ارجموث. أثناء المد والجزر فإن التباين في ارتفاعات المد والجزر في نهر تشوان عادة ما يكون أقل من قدم واحدة (30 سم) بين المد والجزر. يبلغ متوسط العمق 16 قدمًا ويبلغ أقصى عمق 40 قدمًا حول جزيرة هوليداي.